# Teen Days
A Teen Days egy olasz-amerikai rajzfilm, amely Elena Mora ötletéből született, melyet Angelo Poggi készített a Cartoon One és a Rai Fiction együttes produkciójával. A zenére koncentráló sorozat tele van olyan dalokkal, amelyeket Giovanni Cera és Angelo Poggi írt.
Az első 13 epizódot sugárzott Rai 2 2010. január 26-tól [1] kedden és csütörtökön 07:25, míg a maradék 13 az első évad sugárzott 2010. augusztus 2-tól hétfőtől péntekig, a 9.40. Minden epizód körülbelül 26 percet vesz igénybe.
A sorozatot a New York Kidscreen díjra jelölték a legjobb televíziós sorozatért.

## Történet
A sorozat hat fickóról szól, akiknek szenvedélyük van a zenében. A városban van a Musix Iskola, egy zeneiskola, amely az alapvető tantárgyak mellett hozzáadja az előadó-művészet témáit (tánc, dal, zene). A hat fiú, Max, Isabel, Illés, Leo, Sarah és Thomas, akarnak betörni a zenei életben, így alkotnak egy csoportot nevezett Teen Napok. Között rivalizálás, kihívások, barátságok, szerelmek és a tipikus kamasz problémákat megpróbálja megnyerni a Music One, a hőn áhított nemzetközi versenyen között középiskolák Musical.